# Equilibrio correlacionado

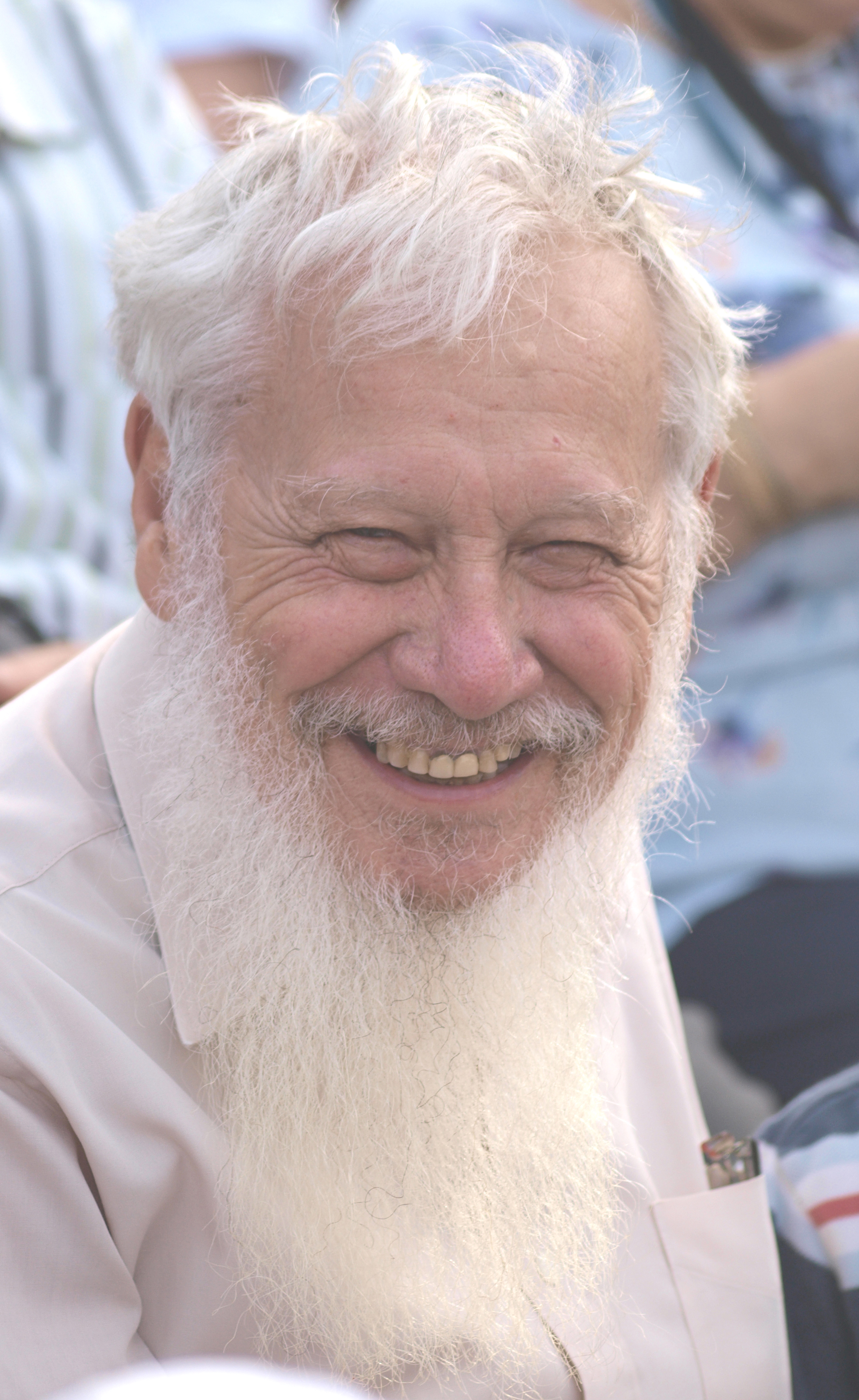
Israel Uman, también conocido como Robert Aumann

En la teoría de juegos, un equilibrio correlacionado es un concepto de solución que es más general que el conocido equilibrio de Nash. Se discutió por primera vez por el matemático Robert Aumann (1974). La idea es que cada jugador elige su acción de acuerdo a su observación del valor de la misma señal pública. Una estrategia asigna una acción a cada posible observación  que un jugador puede hacer. Si ningún jugador quisiera desviarse de la estrategia recomendada (asumiendo que los demás no se apartan), la distribución se llama un equilibrio correlacionado.

## Definición Formal
Es un juego estratégico de {\displaystyle N} jugadores {\displaystyle \displaystyle (N,A_{i},u_{i})}  que se caracteriza por jugar un conjunto de acciones {\displaystyle \displaystyle A_{i}} una función de utilidad {\displaystyle u_{i}} para cada jugador {\displaystyle i}. Cuando el jugador {\displaystyle i} escoge la estrategia {\displaystyle a_{i}\in A_{i}} y el resto de los jugadores escogen la estrategia descrita por la {\displaystyle N-1}-tuple {\displaystyle \displaystyle a_{-i}}, entonces la utilidad del jugador {\displaystyle i} es {\displaystyle \displaystyle u_{i}(a_{i},a_{-i})}.
Una modificación de la estrategia para el jugador {\displaystyle i} es una función {\displaystyle \phi \colon A_{i}\to A_{i}}. Es decir, {\displaystyle \phi } dice jugador {\displaystyle i} para modificar su comportamiento al jugar la acción {\displaystyle \phi (a_{i})} cuando se le indique para jugar {\displaystyle a_{i}}.
Sea {\displaystyle (\Omega ,\pi )} un Conjunto numerable en un Espacio probabilístico. Para cada jugador {\displaystyle i}, sea {\displaystyle P_{i}} su partición de información, {\displaystyle q_{i}} be {\displaystyle i} la Probabilidad a posteriori y sea {\displaystyle s_{i}\colon \Omega \rightarrow A_{i}}, asignando el mismo valor a estados en la misma celda de {\displaystyle i} la partición de información. Entonces {\displaystyle ((\Omega ,\pi ),P_{i},s_{i})} es un equilibrio correlacionado del juego estratégico {\displaystyle (N,A_{i},u_{i})} si para cada jugador {\displaystyle i} y por cada modificación de estrategia {\displaystyle \phi _{i}}:
{\displaystyle \sum _{\omega \in \Omega }q_{i}(\omega )u_{i}(s_{i}(\omega ),s_{-i}(\omega ))\geq \sum _{\omega \in \Omega }q_{i}(\omega )u_{i}\left(\phi _{i}\left(s_{i}(\omega )\right),s_{-i}(\omega )\right)}
En otras palabras,  {\displaystyle ((\Omega ,\pi ),P_{i})}  es un equilibrio correlacionado si ningún jugador puede mejorar su utilidad esperada mediante una modificación de estrategia.

## Ejemplo
Considere el juego de la gallina. En este juego dos individuos se desafían entre sí en un concurso en el que cada tanto se atreven o se acobardan. Si uno va a atreverse, es mejor que el otro se acobarde. Pero si uno va a acobardar es mejor que el otro se atreva. Esto lleva a una situación interesante donde cada uno quiere atreverse, pero sí y sólo si la otra fuerza se acobarda.
En este juego, hay tres equilibrios de Nash. Las dos estrategias puras son equilibrios de Nash (D, C) y (C, D). También hay una estrategia mixta de equilibrio en el que cada jugador se atreve con una probabilidad de 1/3.
Consideremos ahora a un tercero (o algún evento natural) que atrae a una de las tres tarjetas marcadas: (C, C), (D, C), y (C, D), con la misma probabilidad, es decir, una probabilidad de 1/3 para cada una de las opciones. Después de dibujar la tarjeta de la tercera parte informa a los jugadores de la estrategia que se les asigna en la tarjeta (pero no la estrategia asignada a su oponente). Supongamos que un jugador se le asigna D, que no le gustaría a desviarse suponiendo que el otro jugador juega su estrategia asignado desde que obtendrá 7 (la rentabilidad más alta posible). Supongamos que un jugador se le asigna C. A continuación, el otro jugador jugará C con una probabilidad de 1/2 y D con una probabilidad de 1/2. La utilidad esperada de D es 0 (1/2) + 7 (1/2) = 3.5 y la utilidad esperada de C es 2 (1/2) + 6 (1/2) = 4. Por lo tanto, el jugador prefiere acobardarse.
Dado que ninguno de los jugadores tiene incentivos para desviarse, se trata de un equilibrio correlacionado. Curiosamente, el pago esperado para este equilibrio es 7 (1/3) + 2 (1/3) + 6 (1/3) = 5, que es más alto que el pago esperado de la estrategia mixta equilibrio de Nash.

## Aprendiendo equilibrios correlacionados
Una de las ventajas de equilibrios correlacionados es que son computacionalmente menos costosos que los equilibrios de Nash . Esto se debe al hecho de que el cálculo de un equilibrio correlacionado sólo requiere la solución de un programa lineal mientras que la solución de un equilibrio de Nash requiere encontrar su punto fijo completamente. Otra forma de verlo es que es posible para dos jugadores para responder a cada uno obras históricas de otros de un juego y terminan por converger a un equilibrio correlacionado.